# Золотий м'яч 1971
«Золотий м'яч 1971»

28 грудня 1971
Найкращий футболіст Європи: 
 Йоган Кройф
 (вперше)

← 1970 * Золотий м'яч * 1972 →
Золотий м'яч 1971 року — 16-те щорічне вручення нагороди найкращому футболісту Європи, за підсумками опитування від журналу «Франс Футбол».

## Процедура голосування
Участь у голосуванні за визначення найкращого футболіста в Європі взяли представники 26 футбольних асоціацій УЄФА, зокрема: Австрії, Англії, Бельгії, Болгарії, Греції, Данії, Ірландії, Іспанії, Італії, Люксембурга, Нідерландів, НДР, Норвегії, Польщі, Португалії, Румунії, СРСР, Туреччини, Угорщини, Фінляндії, Франції, ФРН, Чехословаччини, Швейцарії, Швеції та Югославії.
Кожен із членів журі обирав п'ятьох футболістів, які, на його думку, є найкращими гравцями Європи. За перше місце нараховували 5 очок, за друге — чотири, за третє — три, за четверте — два, за п'яте — одне очко. Переможець максимально міг отримати 130 очок.
Результати голосування були опубліковані 28 грудня 1971 року в журналі France Football (№ 1343).

## Підсумки голосування
Володарем нагороди став 24-річний нідерландський атакувальний півзахисник клубу «Аякс» Йоган Кройф.
Це перший із трьох Золотих м'ячів виграних Йоганом Кройфом. Він також став першим нідерландцем та першим гравцем «Аякса», який виграв цей трофей.

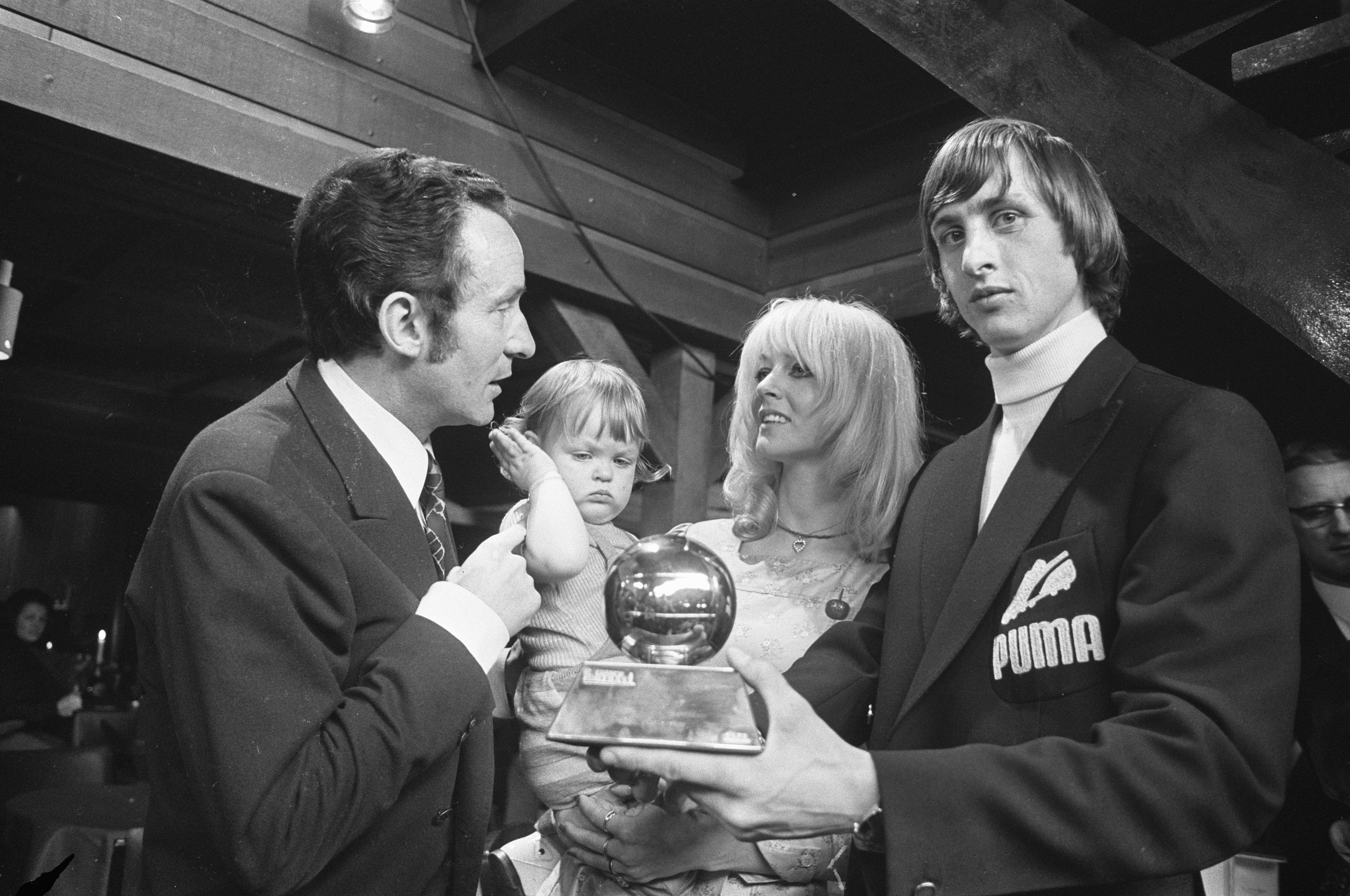
Йоган Кройф отримує свій перший «Золотий м'яч»

| Місце | Гравець            | Клуб                     | Країна            | Очки | %      | Місця | Місця | Місця | Місця | Місця | К-ть голосів |
| Місце | Гравець            | Клуб                     | Країна            | Очки | %      | 1-ше  | 2-ге  | 3-тє  | 4-те  | 5-те  | К-ть голосів |
| ----- | ------------------ | ------------------------ | ----------------- | ---- | ------ | ----- | ----- | ----- | ----- | ----- | ------------ |
| 1     | Йоган Кройф        | Аякc                     | Нідерланди        | 116  | 89.2 % | 19    | 5     |       |       | 1     | 25           |
| 2     | Сандро Маццола     | Інтернаціонале           | Італія            | 57   | 43.8 % | 3     | 6     | 3     | 3     | 3     | 18           |
| 3     | Джордж Бест        | Манчестер Юнайтед        | Північна Ірландія | 56   | 43.1 % | 1     | 5     | 8     | 3     | 1     | 18           |
|       |                    |                          |                   |      |        |       |       |       |       |       |              |
| 4     | Гюнтер Нетцер      | Боруссія (Менхенгладбах) | ФРН               | 30   | 23.1 % | 1     | 1     | 3     | 4     | 4     | 13           |
| 5     | Франц Бекенбауер   | Баварія                  | ФРН               | 27   | 23.1 % |       | 4     | 2     | 1     | 3     | 10           |
| 6     | Герд Мюллер        | Баварія                  | ФРН               | 18   | 13.8 % | 1     | 1     | 1     | 2     | 2     | 7            |
| 6     | Йосип Скоблар      | Олімпік (Марсель)        | Югославія         | 18   | 13.8 % | 1     |       | 2     | 2     | 3     | 8            |
| 8     | Мартін Чіверс      | Тоттенгем Готспур        | Англія            | 12   | 9.2 %  |       | 1     | 1     | 2     | 1     | 5            |
| 9     | Піт Кейзер         | Аякс                     | Нідерланди        | 9    | 6.9 %  |       | 1     | 1     | 1     |       | 3            |
| 10    | Боббі Мур          | Вест Гем                 | Англія            | 7    | 5.4 %  |       | 1     | 1     |       |       | 2            |
| 10    | Ференц Бене        | Уйпешт                   | Угорщина          | 7    | 5.4 %  |       |       | 1     | 1     | 2     | 4            |
|       |                    |                          |                   |      |        |       |       |       |       |       |              |
| 12    | Євген Рудаков      | Динамо (Київ)            | СРСР              | 6    | 4.6 %  |       |       | 1     | 1     | 1     | 3            |
| 13    | Джачінто Факкетті  | Інтернаціонале           | Італія            | 4    | 3.1 %  |       | 1     |       |       |       | 1            |
| 13    | Міміс Домазос      | Панатінаїкос             | Греція            | 4    | 3.1 %  |       |       | 1     |       | 1     | 2            |
| 15    | Піррі              | Реал Мадрид              | Іспанія           | 3    | 2.3 %  |       |       | 1     |       |       | 1            |
| 15    | Драган Джаїч       | Црвена Звезда            | Югославія         | 3    | 2.3 %  |       |       |       | 1     | 1     | 2            |
| 15    | Берті Фогтс        | Боруссія (Менхенгладбах) | ФРН               | 3    | 2.3 %  |       |       |       | 1     | 1     | 2            |
| 18    | Террі Купер        | Лідс Юнайтед             | Англія            | 2    | 1.5 %  |       |       |       | 1     |       | 1            |
| 18    | Френсіс Лі         | Манчестер Сіті           | Англія            | 2    | 1.5 %  |       |       |       | 1     |       | 1            |
| 18    | Вольфганг Оверат   | Кельн                    | ФРН               | 2    | 1.5 %  |       |       |       | 1     |       | 1            |
| 18    | Вілфрід ван Мур    | Стандард                 | Бельгія           | 2    | 1.5 %  |       |       |       | 1     |       | 1            |
| 22    | Боббі Чарлтон      | Манчестер Юнайтед        | Англія            | 1    | 0.8 %  |       |       |       |       | 1     | 1            |
| 22    | Альберт Шестерньов | ЦСКА (Москва)            | СРСР              | 1    | 0.8 %  |       |       |       |       | 1     | 1            |

## Цікаві факти
- Розподіл по амплуа серед 23 футболістів згаданих в анкетах наступний: 1 воротар, 6 захисників, 7 півзахисників та 9 нападників.[2]
- Йоган Кройф переміг в опитуванні з рекордним показником за кількістю набраних очок — 116, але за показником максимально можливої кількості набраних очок, а саме — 89,23 %, нідерландець поступився показнику Альфредо Ді Стефано — 90,0 % (1957).
- Втретє за час проведення опитування в списках номінантів не виявилося представників Франції. По разу за 16 років в анкетах були відсутні представники Англії, Іспанії, Італії та СРСР, двічі — Угорщини.
- 23 гравці згадані в анкетах представляли 11 країн, з них найбільше було від Англії та ФРН — по 5, від Італії, Нідерландів, Югославії та СРСР — по 2 гравці.
- Вперше лауреатом трофею став представник нідерландської першості. Лідерами за цим показником залишалися іспанський та англійський чемпіонати  — по 4 трофеї.
- «Аякс» став 12-м клубом, представник якого виграв трофей «Золотий м'яч». Найбільше таких нагород було в «Манчестер Юнайтед» та «Реал» (Мадрид) — по 3 нагороди.
- Всього в анкетах були названі гравці з 18 клубів, серед них найбільше було представників «Аякса», «Баварії», «Інтернаціонале», «Вест Гема», «Боруссії» (Менхенгладбах) та «Манчестер Юнайтед» — по 2 гравці.
- Вперше в опитуваннях були згадані гравці «Боруссії» (Менхенгладбах) — Гюнтер Нетцер та Берті Фогтс. За історію проведення опитування «Боруссія» (Менхенгладбах) стала 105-м клубом представники якого були серед номінантів на нагороду.
- Всього за 16 років в анкетах були згадані 204 футболісти зі 106 клубів. Футболісти «Манчестер Юнайтед» були згадані в опитуваннях хоча б одного разу у 14-ти випадках, мадридського «Реала» — у 13-ти, «Мілана» та «Інтернаціонале» — у 12-ти, московського «Динамо» — в 11-ти випадках.
- Рекордсменом за кількістю номінацій залишався Лев Яшин — десять номінацій, у Еусебіу та Боббі Чарлтона — по 9, Флоріана Альберта, Луїса Суареса та Джанні Рівери — по 8.
- Євген Рудаков став четвертим футболістом київського «Динамо» в анкетах щотижневика «Франс Футбол». При набрані ним 6 очок стали рекордними (Юрій Войнов (1959) та Анатолій Бишовець (1967) мали по 5 очок, Володимир Мунтян (1969) — 1 очко).
- Євген Рудаков, як єдиний воротар серед номінантів, увійшов до символічної збірної «Франс Футбол».